# Lars Bohinen
Lars Roar Bohinen (født 8. september 1969 i Vadsø, Norge) er en tidligere norsk fodboldspiller, der spillede som central midtbane. Han var tilknyttet adskillige klubber i både hjem- og udlandet, blandt andet Vålerenga, Lyn og Lillestrøm, danske Lyngby og Farum, samt engelske Nottingham Forest, Blackburn og Derby.

## Landshold
Bohinen spillede mellem 1989 og 1999 49 kampe og scorede ti mål for norske landshold. Han var en del af den norske trup til VM i 1994 i USA, hvor nordmændene trods fire point sluttede på sidstepladsen i sin indledende pulje.
I 1995 vakte Bohinen en vis opsigt, da han i protest mod franske atomprøvesprængninger i Stillehavet nægtede at stille op i en kamp for Norge mod det franske landshold.